# Alexander Binsteiner
Alexander Binsteiner (* 1. Mai 1956 in Wasserburg am Inn) ist ein deutscher Geoarchäologe.

## Leben
Während seiner Diplomarbeit über die Hornsteinlagerstätte von Baiersdorf im Landkreis Kelheim, Niederbayern, sammelte Binsteiner seine ersten Erfahrungen in der Montanarchäologie vorgeschichtlicher Bergwerke.
Im Dienste des Bayerischen Landesamtes für Denkmalpflege (BLfD) war er danach viele Jahre örtlicher Grabungsleiter im Feuersteinbergwerk von Arnhofen nahe Abensberg in Niederbayern. Diese ersten Grabungskampagnen in Arnhofen schloss er mit mehreren Publikationen ab.
Konrad Spindler berief Binsteiner 1993 zum Chefgeologen im Eismann-Projekt an die Universität Innsbruck.
In den Jahren 1999 bis 2001 untersuchte Binsteiner noch einmal für das BLfD Landshut die „Feuersteinstraße zwischen Bayern und Böhmen“, den ältesten Handelsweg Europas.
In den Jahren 2003 bis 2007 führte er im Auftrag des Institutes für Ur- und Frühgeschichte der Universität Innsbruck eine geoarchäologische Prospektion auf Radiolaritvorkommen im Kleinwalsertal durch. Dabei entdeckte er einen mesolithischen Radiolaritabbau auf dem „Feuerstein“ im Gemsteltal, der als die älteste und höchstgelegene Silexmine Europas gilt.
Seine bekanntesten Projekte sind zudem der Fall Ötzi, der Untergang der Mondseekultur, die Venus von Willendorf und die Erforschung der Steinzeit im Großraum Linz mit dem nahegelegenen Donau-Enns-Paläolithikum, das Fundstellen des Homo erectus, der Neandertaler und des frühen Homo sapiens birgt.
Danach beschäftigte er sich mit dem jungsteinzeitlichen Flusshandel auf der Donau und der Expansion der endneolithischen Chamer Kultur nach Ober- und Niederösterreich.
Binsteiner, der zahlreiche Abhandlungen und Monografien zu steinzeitlichen Themenbereichen verfasste, war auch Kurator mehrerer Steinzeit-Ausstellungen, u. a. „Rätsel der Steinzeit zwischen Donau und Alpen“, die 2011 in Linz und Regensburg gezeigt wurde.
Weiterhin war er Lehrbeauftragter für „Europäische Silexlagerstätten“ an den Universitäten Innsbruck und Wien.
Heute lebt und arbeitet er als freiberuflicher Geoarchäologe und Autor im Böhmischen Hochland nahe der Grenze zu Niederösterreich.

## Schriften (Auswahl)
- Der neolithische Abbau auf Jurahornsteine von Baiersdorf in der Südlichen Frankenalb. In: Archäologisches Korrespondenzblatt. Bd. 19, Nr. 4, 1989, S. 331–337.
- Das neolithische Feuersteinbergwerk von Arnhofen, Ldkr. Kelheim. Ein Abbau auf Jurahornsteine in der Südlichen Frankenalb. In: Bayerische Vorgeschichtsblätter. 55, 1990, S. 1–56.
- mit Robert Darga: Steinzeit im Chiemgau. Pfeil, München 2003, ISBN 3-89937-012-0 (Begleitheft zur Ausstellung im Naturkunde- und Mammut-Museum Siegsdorf).
- Die Lagerstätten und der Abbau bayerischer Jurahornsteine sowie deren Distribution im Neolithikum Mittel- und Osteuropas. In: Jahrbuch Römisch-Germanisches Zentralmuseum Mainz. Bd. 52, Nr. 1, 2005, ISSN 0076-2741, S. 43–155, doi:10.11588/jrgzm.2005.1.18860.
- Drehscheibe Linz – Steinzeithandel an der Donau (= Linzer archäologische Forschungen. 37). Nordico – Museum der Stadt Linz, Linz 2006, ISBN 3-85484-436-0.
- mit Erwin M. Ruprechtsberger: Mondsee-Kultur und Analyse der Silexartefakte von See am Mondsee (= Linzer archäologische Forschungen. Sonderhefte. 35). Magistrat der Landeshauptstadt Linz, Linz 2006, ISBN 3-85484-583-9.
- Der Fall Ötzi. Raubmord am Similaun. Dokumentation (= Linzer archäologische Forschungen. Sonderhefte. 38). Magistrat der Landeshauptstadt Linz, Linz 2007, ISBN 978-3-85484-586-3.
- mit Erwin M. Ruprechtsberger: Jungsteinzeitliche Silexartefakte und Keramik im Raum Linz und in Oberösterreich (= Linzer archäologische Forschungen. Sonderhefte. 41). Nordico – Museum der Stadt Linz, Linz 2008, ISBN 978-3-85484-589-8.
- mit Erwin M. Ruprechtsberger: Späte Altsteinzeit im Linzer Raum. Die Silexanalyse von Perg-Weinzierl (Sammlung Helmut Ardelt) (= Linzer archäologische Forschungen. Sonderhefte. 43). Nordico – Museum der Stadt Linz, Linz 2009, ISBN 978-3-85484-591-X.
- mit Erwin M. Ruprechtsberger: Von der Alt- zur Jungsteinzeit. Die Berglitzl bei Gusen im Spannungsfeld der Forschung (= Studien zur Kulturgeschichte von Oberösterreich. 29). Oberösterreichisches Landesmuseum Linz, Linz 2010, ISBN 978-3-85474-246-3.
- Rätsel der Steinzeit zwischen Donau und Alpen (= Linzer archäologische Forschungen. 41). Magistrat der Landeshauptstadt Linz u. a., Linz 2011, ISBN 978-3-85484-440-2.
- mit Erwin M. Ruprechtsberger: Das Donau-Enns Paläolithikum. Mit Forschungsüberblicken zu Nieder- und Oberösterreich (= Linzer archäologische Forschungen. Sonderhefte. 45). Magistrat der Landeshauptstadt Linz u. a., Linz 2011, ISBN 978-3-85484-593-6.
- Die altsteinzeitlichen Artefakte vom Lehberg, Gemeinde Haidershofen. Eine neue Fundstelle des Donau-Enns-Paläolithikums in Ober- und Niederösterreich (= Linzer archäologische Forschungen. Sonderhefte. 47). Magistrat der Landeshauptstadt Linz, Linz 2012, ISBN 978-3-85484-595-9.
- mit Erwin M. Ruprechtsberger: Neue Steinzeitfunde im Unteren Mühlviertel. Die Sammlung Meiche in Engerwitzdorf (= Linzer archäologische Forschungen. Sonderhefte. 48). Magistrat der Landeshauptstadt Linz, Linz 2013, ISBN 978-3-85484-596-6.
- mit Erwin M. Ruprechtsberger: 10 Jahre Steinzeit-Projekt in Linz (= Linzer archäologische Forschungen. Sonderhefte. 50). Magistrat der Landeshauptstadt Linz, Linz 2014, ISBN 978-3-85484-598-0.
- mit Ondřej Chvojka und Erwin M. Ruprechtsberger: Zwischen Oberösterreich und Südböhmen. Steinzeit im Mühlviertel. = Mezi horním rakouskem a Jižními Čechami. Doba kamenná v mühlviertelu (= Linzer archäologische Forschungen. 45). Magistrat der Landeshauptstadt, Linz 2014, ISBN 978-3-85484-442-6.
- Jungsteinzeitliche Hornsteinimporte aus Bayern in Oberösterreich (= Linzer archäologische Forschungen. Sonderhefte. 53). Magistrat der Landeshauptstadt Linz, Linz 2015, ISBN 978-3-85484-601-7.
- mit Erwin M. Ruprechtsberger: Steinzeit an der Enns. Die Sammlungen „Temper“ und „Mitterhuber“ in Haidershofen (= Linzer archäologische Forschungen. 47). Magistrat der Landeshauptstadt Linz, Linz 2016, ISBN 978-3-85484-445-7.
- Homo Sapiens auf neuen Wegen. Geschichten aus der Steinzeit zwischen Neandertaler und Ötzi. Bogner, Berg 2017, ISBN 978-3-947035-03-8.
- Menschen, Steine und Geschichte(n). Bogner, Berg 2018, ISBN 978-3-947035-06-9.
- Neue Spuren in die Steinzeit. Bogner, Berg 2018, ISBN 978-3-947035-21-2.
- Trilogie der Steinzeit. Bogner, Berg 2018, ISBN 978-3-947035-22-9.
- Neue Materialanalysen in der alt- und mittelneolithischen Siedlung auf dem »Pürkelguter Hochfeld«, Stadt Regensburg/Burgweinting. In: A. Boos et al. (Hrsg.), Die Spuren von Jahrtausenden. Archäologische Funde und Ergebnisse der Großgrabung von Regensburg/Burgweinting. Regensburger Studien und Quellen zur Kulturgeschichte, Bd. 22, Universitätsverlag Regensburg 2020, 33–51.